# Callicratès
Pour l’article homonyme, voir Programme Kallikratis.
Callicratès (parfois écrit Callicrate ; en grec ancien : Καλλικράτης, Callicrátēs) fut un architecte grec d'Athènes, au Ve siècle av. J.-C. En collaboration avec Phidias et Ictinos, il conçut et dirigea la construction du Parthénon, entre 447 et 442 av. J.-C. Il est également le concepteur du temple d'Athéna Nikè, également sur l'Acropole, ainsi que d'une section des remparts défendant la ville. Sur ordre de Périclès il construisit Les longs Murs, remparts qui relient Athènes au Pirée. 